# Bandiera della Moravia

La bandiera della Moravia come codificata nel 2002-2003 e la più antica bandiera documentata della Moravia ancora in uso oggi

Bandiera del Jihomoravský kraj. Nel primo campo della bandiera si trova l'aquila morava. Nel quarto e ultimo campo della bandiera si trova un'aquila a scacchi gialli e rossi, posta come simbolo di riconciliazione e integrazione dei diversi gruppi linguistici, religiosi e nazionali che storicamente vivevano nella Moravia meridionale

La bandiera morava è un simbolo che rappresenta la Moravia.
La prima rappresentazione dello stemma della Moravia su uno stendardo, dato che nel Medioevo lo stendardo derivava dallo stemma, si trova sullo stendardo del Margravio raffigurato nel Codex Gelnhausen del 1407 (un'aquila d'argento e rossa con armatura d'oro e corona d'oro in campo blu). La prima descrizione scritta risale addirittura a un secolo prima. Tuttavia, né il Margraviato di Moravia, né il Land di Moravia, né il Land della Moravia-Slesia acquisirono una bandiera o stabilirono la loro bandiera come entità giuridica con un atto legale. Si basava su vari documenti storici, disegni e descrizioni per il cui uso non esisteva alcuna base giuridica. La bandiera della Moravia ha acquisito questo status solo tra il 2002 e il 2003, quando gli emblemi e le bandiere sono stati assegnati alle attuali regioni, mezzo secolo dopo l'abolizione del sistema provinciale e l'introduzione del sistema regionale. La bandiera è nel campo superiore delle bandiere delle regioni Vysočina, Jihomoravský, Olomoucký e Zlínský e nel campo superiore delle bandiere delle regioni Pardubický e Moravskoslezský. La bandiera è blu con un'aquila a scacchi bianchi e rossi con corona gialla e armatura gialla al centro del campo blu.
È stato proposto in questa forma anche nel 2023 da un gruppo di parlamentari nel disegno di legge sulle insegne e le bandiere provinciali.

## Storia
La più antica menzione della bandiera morava (a differenza della bandiera, è saldamente attaccata al bastone) e dei colori proviene dalla cronaca di Ottokar aus der Gaal, a cavallo tra il XIII e il XIV secolo. Si tratta della descrizione della battaglia di Kressenbrunn, svoltasi il 12 luglio 1260. Gli stemmi della Boemia e della Moravia furono descritti nella cronaca dall'aiutante di Béla IV Heinrich Preissler. Alla testa dell'esercito boemo in avanzata cavalcava Ottocaro II, accanto al quale sventolava uno stendardo con un leone bianco su velluto rosso e accanto uno stendardo con un'aquila morava a scacchi bianchi e rossi.
Hern Dietrich Spatzmanen
sach man die banier leiten:
in einem rȏten samît breiten
was gewohrt ein lewe wîz.

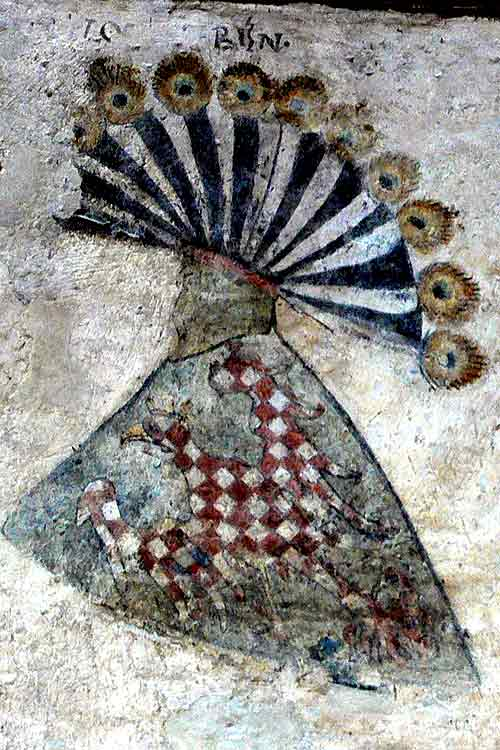
La più antica rappresentazione colorata conservata dello stemma del Margravio di Moravia a Gozzoburg

ouch heten ir baniere flîz, (Avevano anche i loro stendardi,)
die von Merhaeren wârn: (che erano originari della Moravia:)
ein geschâchzabelten arn (Aquila a scacchi)
von rȏter und von wîzer varbe (colori rosso e bianco)
sach man ob in begarbe (si poteva vedere sopra di loro abbastanza)
waejen von dem winde. (che soffia nel vento.)
In seguito, il colore della bandiera fu derivato dal colore dello stemma araldico.
Dal regno di Ottocaro II, il Margravio di Moravia è rappresentato dallo stemma di un'aquila piedipiatti d'argento e di rosso con corona e artigli d'oro, che guarda a destra e si erge su uno scudo blu. 
Molti ricercatori hanno cercato di spiegare l'origine dell'assegno dell'aquila moravo e delle sue tinture.
La più antica raffigurazione colorata di un'aquila a scacchi si trova nella Gozzoburg, altre compaiono alla fine del XIII e all'inizio del XIV secolo. La decorazione ad affresco della sala del Gozzoburg di Krems è stata realizzata al più tardi intorno al 1270 (1269) o in connessione con la nuova cappella di Santa Caterina (1267), in ogni caso dopo il 1262. La sala contiene gli stemmi della Boemia, della Moravia, dell'Austria e della Stiria (si veda il tipo di sigillo equestre di Ottocaro II dopo la sua incoronazione a re con quattro stemmi provinciali identici a quello del Gozzoburg), ma non gli stemmi della Carinzia e della Carniola, che Ottocaro II ereditò nel 1269.

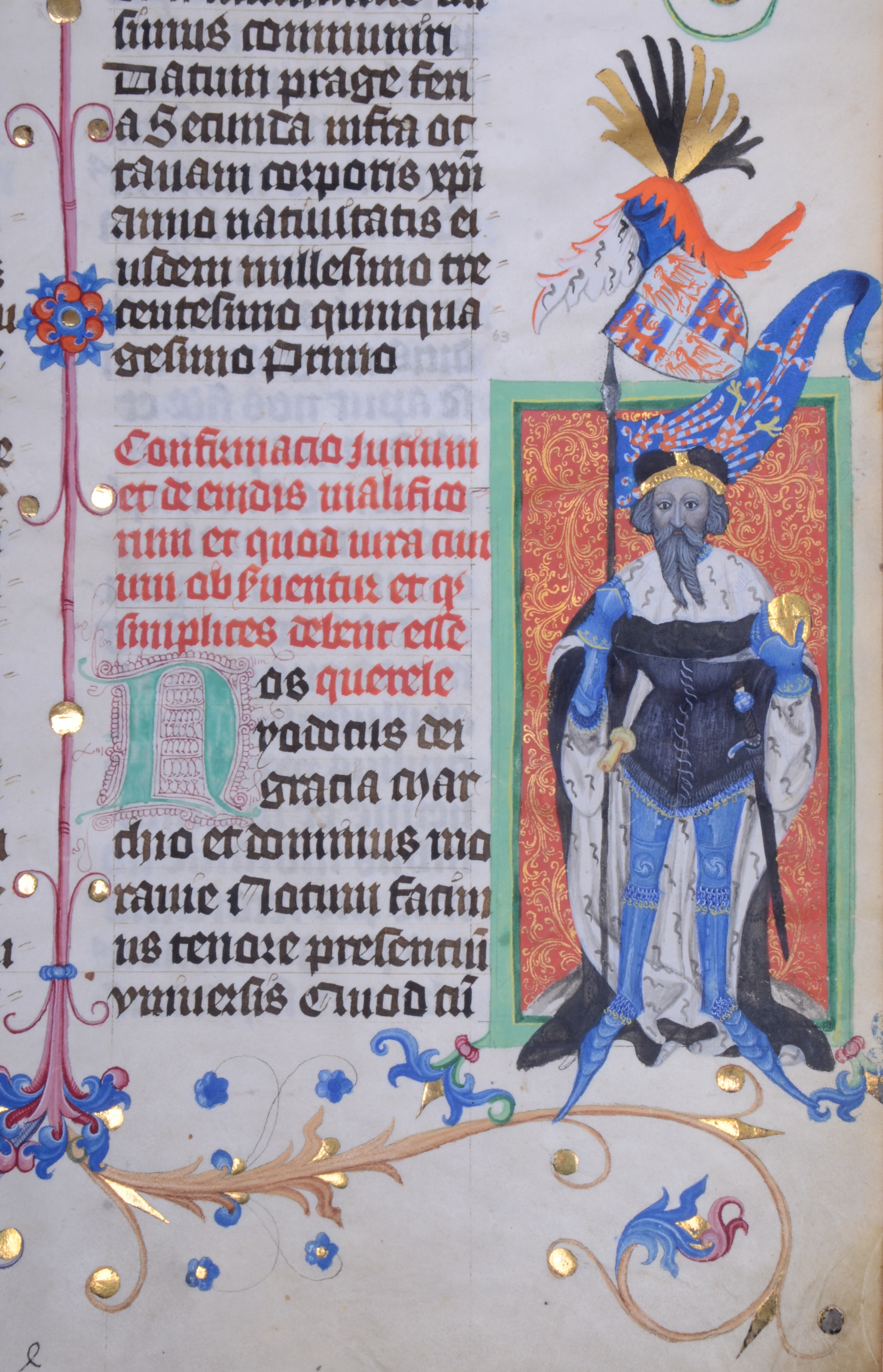
Bandiera morava di

Jobst di Moravia nel Codex Gelnhausen al foglio 63r
L'aquila a scacchi è considerata lo stemma nazionale della Moravia al più tardi dal periodo lussemburghese.
Una delle prime raffigurazioni documentate di uno stendardo con un'aquila morava si trova nel Codex Gelnhausen, che mostra la figura del margravio Jobst di Moravia con uno stendardo blu recante un'aquila morava a scacchi bianchi e rossi con una corona gialla e un'armatura gialla (logicamente senza scudo). Il codice è stato scritto tra l'ultimo terzo del XIV e il primo terzo del XV secolo.
Il privilegio araldico (lettera) dell'imperatore Federico III del 7 dicembre 1462, rilasciato ai possedimenti moravi su iniziativa del governatore moravo e maresciallo del regno boemo Enrico di Lipá, era un documento che modificava l'originaria tintura d'argento dell'aquila morava durante il regno di Giorgio di Poděbrady, sostituendo i campi d'argento dello stemma con campi d'oro, creando così un nuovo stemma "dei possedimenti". („color albus in glaucum sive aureum transmutetur“ (Colore bianco cambiato in giallo o oro)). La pubblicazione della lettera è un esempio di ingerenza negli affari interni delle terre boeme, poiché Federico III d'Asburgo, in qualità di imperatore romano, la concesse ai possedimenti della Moravia. Tuttavia, la Moravia faceva parte della corona boema e, secondo le leggi promulgate da Carlo IV, il monarca romano non aveva l'autorità di compiere un simile passo, poiché la Moravia era sotto il diretto dominio del re boemo.
Storicamente, esistevano diverse versioni di bandiere morave utilizzate contemporaneamente in due o tre colori, derivate dalla tintura dello stemma nazionale, soprattutto nel XIX secolo. Secondo alcuni autori, la bandiera morava è bianca-rossa-blu, a strisce orizzontali in quest'ordine. Questa combinazione di colori era la bandiera dei patrioti moravi nel XIX secolo.

## Bandiera blu con aquila morava
Nella perizia vessillologica sulla bandiera della Moravia, pubblicata il 1. gennaio 2011. giugno 2013 dagli esperti della Sottocommissione per l'Araldica e la Vessillologia della Camera dei Deputati del Parlamento della Repubblica Ceca (Sottocommissione della Commissione per la Scienza, l'Istruzione, la Cultura, la Gioventù e l'Educazione Fisica) Zbyšek Svoboda, Pavel Fojtík, Petr Exner e il Presidente della Società Vessillologica Ceca Jaroslav Martykán, la bandiera e l'insegna della Moravia è considerata la bandiera e l'insegna storicamente più appropriata nella sua forma più antica documentata, ossia. cioè una foglia blu con un'aquila a scacchi bianchi e rossi.